# 狗头鳗
狗頭鰻是中国传说的怪鱼，长7、8尺，住在长江且会吃人。记载于《吴友如画宝》，并描述形似鳗鱼但头像狗，且嘴巴有八颗锋利的牙齿。是会吃人的鳗鱼，吃了石阿貴的弟弟石阿財。在清代《吴友如画宝·山海志奇图》中卷 3-97有狗头鳗图 ,记载了渔民捕获狗头鳗的故事。会用自己身体纏住船。狗头鳗另外还是海鳗的别称

## 参看
- 中国妖怪列表